# Кресенсіо Гутьєррес
Кресенсіо Гутьєррес (ісп. Crescencio Gutiérrez, 26 жовтня 1933, Гвадалахара — 21 липня 2025) — мексиканський футболіст, нападник.
Насамперед відомий виступами за клуб «Гвадалахара», а також національну збірну Мексики.

## Клубна кар'єра
У дорослому футболі дебютував 1951 року виступами за команду «Гвадалахара». Кольори цього клубу і захищав протягом усієї своєї кар'єри гравця, що тривала дванадцять років.

## Виступи за збірну
1957 року дебютував в офіційних матчах у складі національної збірної Мексики. Протягом кар'єри у національній команді, яка тривала 5 років, провів у формі головної команди країни 12 матчів і 6 голів.
У складі збірної був учасником чемпіонату світу 1958 року у Швеції. Свій єдиний матч у фінальній частині чемпіонату світу провів проти господарів турніру (0:3, поразка мексиканців).

## Титули і досягнення

### Командні
- Володар кубка чемпіонів КОНКАКАФ (1): 1962
- Чемпіон Мексики (5): 1957, 1959, 1960, 1961, 1962
- Володар суперкубка Мексики (4): 1957, 1959, 1960, 1961

### Особисті
- Найкращий бомбардир чемпіонату Мексики (1): 1957 (19 голів)